# 鈴木昶
鈴木 昶（すずき とおる、1930年 - 2012年2月18日）は、日本の映画操演技師、特殊効果技師である。東京出身。

## 来歴
1930年（昭和5年）、東京府東京市（現在の東京都）に生まれる。
終戦後、米軍の病院内で娯楽業務に従事していたが、週1回の映画上映で映写を担当するようになり、映画業界に興味を持つ。
1948年（昭和23年）、映画会社新東宝に入社。「特機部」に配属され、機材スタッフとして『富士山頂』（佐伯清監督）の山頂での吹雪場面に参加した。「特機部」とはキャメラ機材を動かすスタッフで、吹雪のシーンで粉を撒いたりと、のちの「操演」に近い作業を行う部門だった。
1953年（昭和28年）、『戦艦大和』（阿部豊）のミニチュア特撮に井上泰幸、入江義夫らと参加。
1954年（昭和29年）、『潜水艦ろ号 未だ浮上せず』（野村浩将監督）の特撮に参加。
1955年（昭和30年）、給料に安さを理由に新東宝を退社。その後、東宝から招きを受け、『ゴジラの逆襲』（小田基義監督）に、特機スタッフとして参加。このときは「臨時スタッフ」の扱いだった。円谷英二特技監督の「円谷組」に配属され、中代文雄のもと、特機のチーフ助手を務めた。
以後、東宝で様々な特撮映画に特機スタッフとして参加。特撮の仕事のないときは、黒澤明監督作品に本編特機として参加した。
1960年（昭和35年）ごろ、特機から特殊美術に移り、模型電飾を担当する。
1962年（昭和37年）、『キングコング対ゴジラ』（本多猪四郎監督）で、怪獣ゴジラの頭に有線ラジコンで口が開閉する仕掛けを仕込む。怪獣の口がラジコン操作で動くようになったのはこの作品が初めてだった。
1965年（昭和40年）、大映初の怪獣映画『大怪獣ガメラ』（湯浅憲明監督）で、八木正夫、村瀬継蔵らとともに、ガメラのぬいぐるみの製作のほか、操演スタッフとして特撮に参加。
1966年（昭和41年）、『太平洋奇跡の作戦 キスカ』（丸山誠治監督）のあと、東宝を退社。八木、村瀬、三上陸男、白熊栄次らとともに造形会社「エキスプロダクション」を設立。以後、『大怪獣決闘 ガメラ対バルゴン』、翌年の『大怪獣空中戦 ガメラ対ギャオス』（湯浅憲明監督）ほか、大映の特撮作品に参加。テレビ番組では円谷特技プロの『快獣ブースカ』（日本テレビ）などに参加。
1968年（昭和43年）、大映東京で『ガメラ対宇宙怪獣バイラス』（湯浅憲明監督）、大映京都で『妖怪百物語』（安田公義監督）、『妖怪大戦争』に参加。この年以降、エキスプロは韓国の「極東フィルム」制作の怪獣映画『大怪獣ヨンガリ』（キム・ギドォク監督）に参加。韓国初の怪獣映画の特殊効果・操演を担当。ほかに台湾でも『乾神大決戦』などに参加。
1970年（昭和45年）、エキスプロを退社。フリーの特殊効果マンとして、香港、台湾、韓国での映画作品に参加。「一年の半分くらいは海外に行っていた」という。
1972年（昭和47年）、東映のテレビ番組『人造人間キカイダー』（NET）に参加。矢島信男と組み、矢島主宰の「特撮研究所」に参加。以後、東映作品に多数関わる。
1975年（昭和50年）、特撮規模を拡大した東映テレビ作品『秘密戦隊ゴレンジャー』（NET）で操演を担当。ここから始まる東映の「スーパー戦隊シリーズ」に継続参加。この戦隊シリーズは『バトルフィーバーJ』から巨大ロボットが登場することとなり、複雑化するロボットの変形や合体描写に操演技術を振るった。
1977年（昭和52年）、台湾の戦記大作映画『筧橋英烈伝』（張曽沢監督）の特撮を担当。作品は大ヒットし、金馬奨を受賞した。
1978年（昭和53年）、東映京都撮影所のSF作品『宇宙からのメッセージ』（深作欣二監督）に参加。以後、『長崎ぶらぶら節』（深町幸男監督）など一般作品から、『ローレライ』（樋口真嗣監督）など特撮作品まで、操演技師の第一人者として、テレビ・映画を問わず多岐にわたって活躍。
2012年（平成24年）2月18日、死去した。満82歳没。同月24日に通夜が営まれた。

## 人物・エピソード
鈴木は新東宝作品『富士山頂』で映画現場に参加するが、この時期、ミニチュアを操作する「操演」部門は映画界にまだなく、「特機」スタッフがこれを行っていた。東宝入社後、1962年に特技課に職場転換するが、その理由として「とにかく特撮が面白かったから」と語っている。円谷組に入ってすぐの仕事は怪獣の「尻尾振り」だった。この時期は、ミニチュア操作全般を指す「操演」という言葉はまだなかったという。「操演」という言葉は、円谷監督の依頼で、当時特撮助監督だった中野昭慶が「操作演出」の略語として、苦労の末考えだした言葉だった。
特技監督の有川貞昌によれば、鈴木は東宝に参加した当初は他の操演スタッフと同様に電気関係の知識はなかったが、自ら勉強しラジコン操作やミニチュアにメカを内蔵する技術などを習得した。当時、操演担当でラジコン操作ができるのは鈴木だけであったといい、次第に中代文雄は怪獣、鈴木はメカという分担になっていった。美術の井上泰幸によれば、鈴木が東宝を辞めた後はミニチュアの艦艇を操艦できるスタッフがいなかったという。
『地球防衛軍』では、それまでスタッフが目視と手作業で行っていたミサイル着弾時の爆発を、ミサイルが届いた瞬間に電気着火して爆発する着発信管という仕組みを考案した。しかし、鈴木はこのギミックの準備作業中に誤って通電させてナパームの爆発を浴びてしまい、火傷により休養することとなった。
1961年（昭和36年）の『モスラ』（本多猪四郎監督）では、東京タワーを始め港区一帯の巨大なミニチュアセットに、夜景用の膨大な数のムギ球を仕込んだ。モスラが海上を進むシーンでは、ダンプカーの油圧シリンダーを改造した上下動装置を制作。戦車のミニチュアは、それまではピアノ線で引っ張っていたものから、モーター内蔵式のものへ切り替えた。
同年公開の『大坂城物語』（稲垣浩監督）では、機電や操演の他に、大坂城天守閣の鯱鉾を造形した。「特殊効果マンはなんでも出来なきゃいけないからね」と語っている。
『キングコング対ゴジラ』で、怪獣の口の開閉に初めて有線のラジコンを仕込んだ。これは1枚の平板ギアを軸に3枚のギアが取り巻くモリコウの「ユウセイギア」を、マブチモーター1個で動かす仕掛けだった。円谷英二に「きみ、出来るのか」と聞かれ、「やりましょう」と引き受けたという。以来、特撮映画で怪獣の口が遠隔操作できるようになった。怪獣の機電では、眼に電飾を仕込んで動かしたり、瞼の開閉の仕掛けを仕込んだりと、様々なアイディアを案出したが、「円谷さんの株も上がったし、なにより僕自身が面白かったんで、メカニックをたくさんやるようになりました」と語っている。
1977年（昭和52年）の台湾映画『筧橋英烈伝』（張曽沢監督）では、飛行機のミニチュアを総計360機製作。国民党の中央電影スタジオでミニチュア撮影され、映画は大ヒット。「観客はみんな本物と信じて疑わなかった」という。
東映のテレビ作品では『人造人間キカイダー』から参加するが、テレビの二本撮りの進行には映画畑のスタッフに戸惑いが多かったといい、鈴木らが手早く仕事をこなすと喜ばれたという。「テレビのああいったものはリアルよりも多少オーバーにと念頭に置いた」と語っている。「ロボットの合体」で難しいのは、パーツの動く範囲を綿密に打ち合わせること、また「合体中は敵が待っているわけだから、いかに間延びせずにスピーディーに見せるかということ」だという。「特撮研究所」の操演スタッフでは、「尾上克郎が弟子の中で一番」と語っている。
映画『宇宙からのメッセージ』で操演助手を務めた操演技師の根岸泉は、鈴木は道具の使い方1つ1つに「正しい使い方」があると考えており、それを助手たちに浸透させていたことを証言している。
『五星戦隊ダイレンジャー』での気伝獣龍星王の操演は、鈴木とミューロンが開発した装置で龍の複雑な動きを演出しており、スーパー戦隊シリーズで特撮監督を務めた佛田洋は鈴木とミューロンの勝利であったと評している。